# Unterinntal
Als Unterinntal wird der Teil des Inntals bezeichnet, den der Inn ab der Melachmündung bei Zirl wenige Kilometer westlich von Innsbruck flussabwärts bis zur bayerischen Grenze durchfließt. Es ist der Hauptsiedlungs-, Wirtschafts- und Verkehrsraum Tirols.

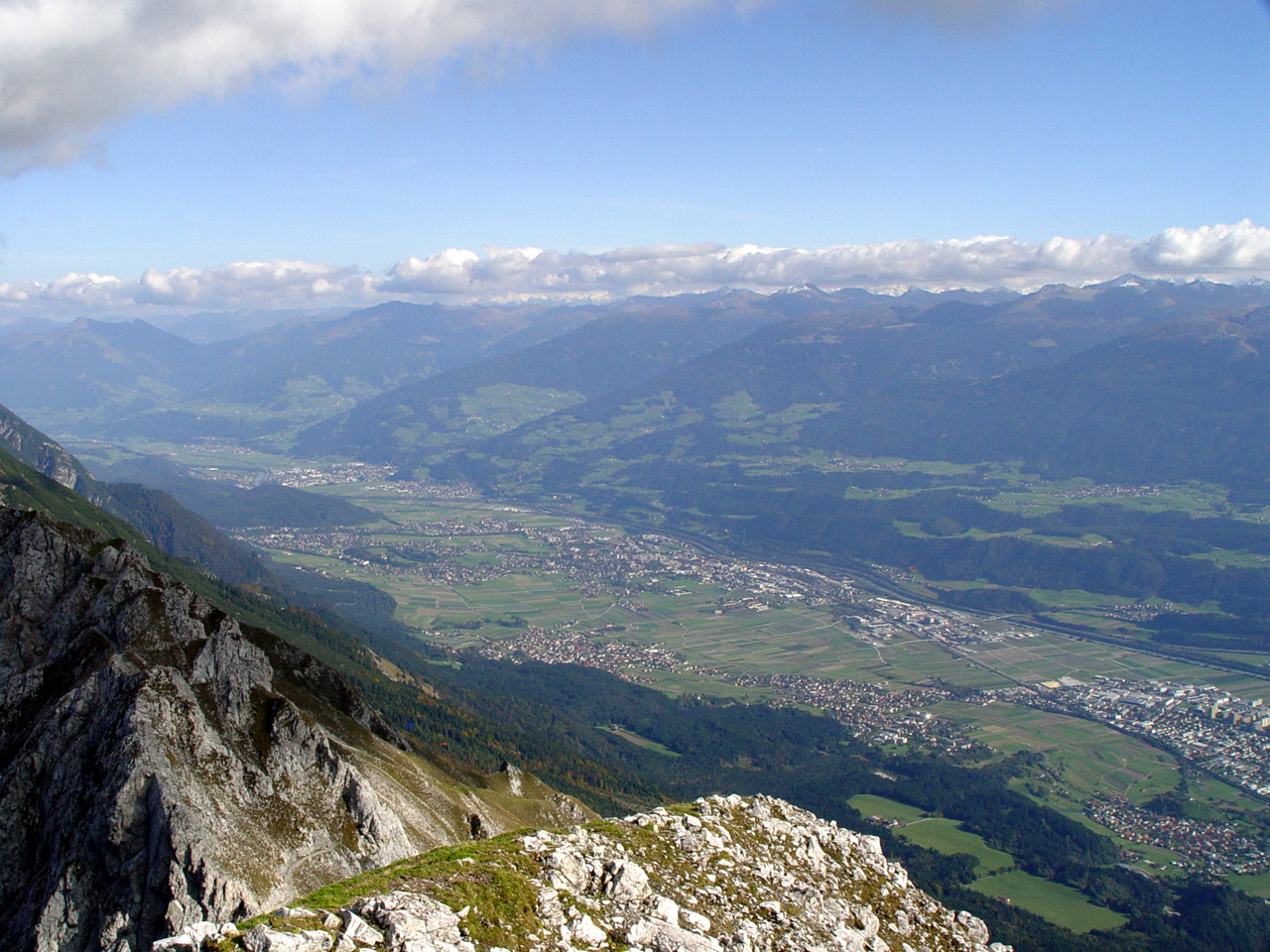
Das Inntal unterhalb von Innsbruck

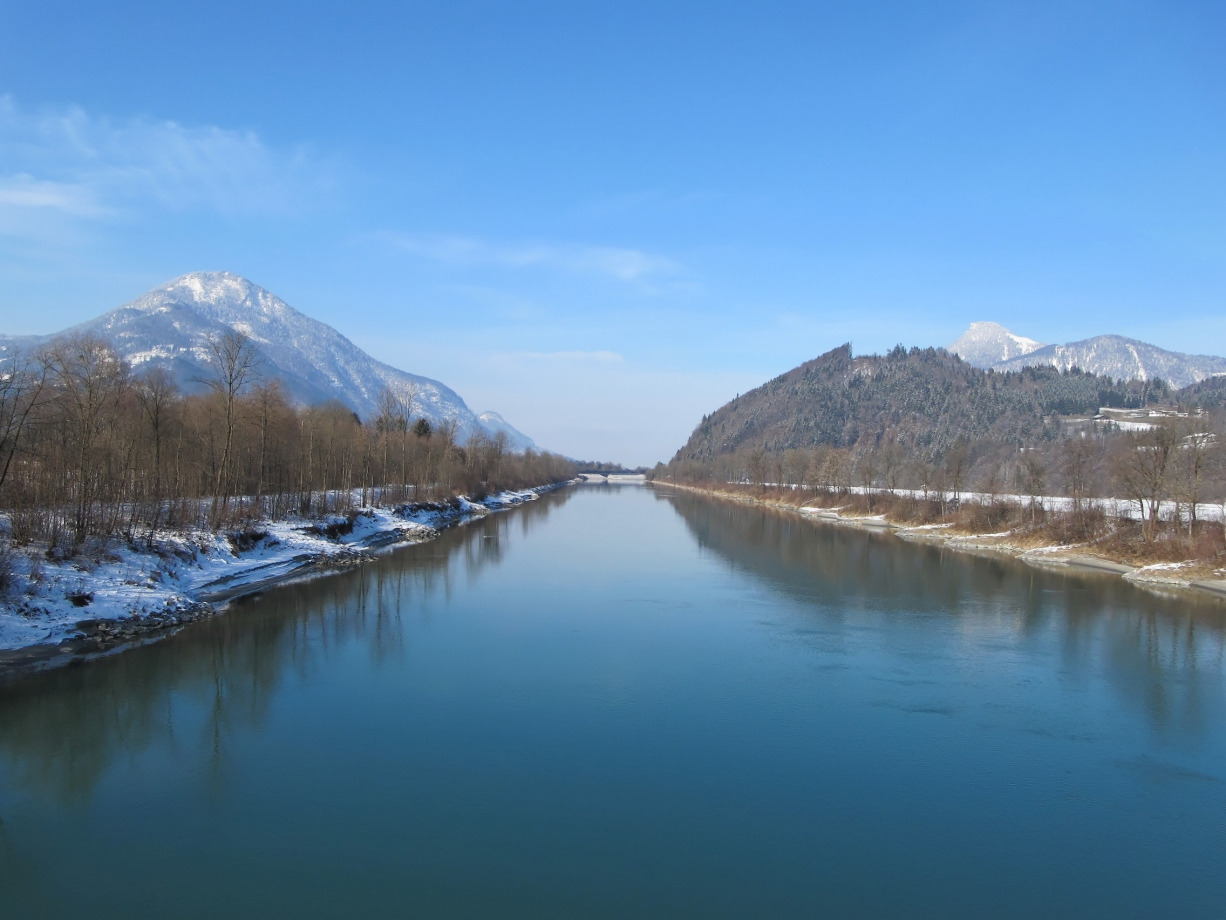
Der Inn zwischen Oberaudorf und Niederndorf

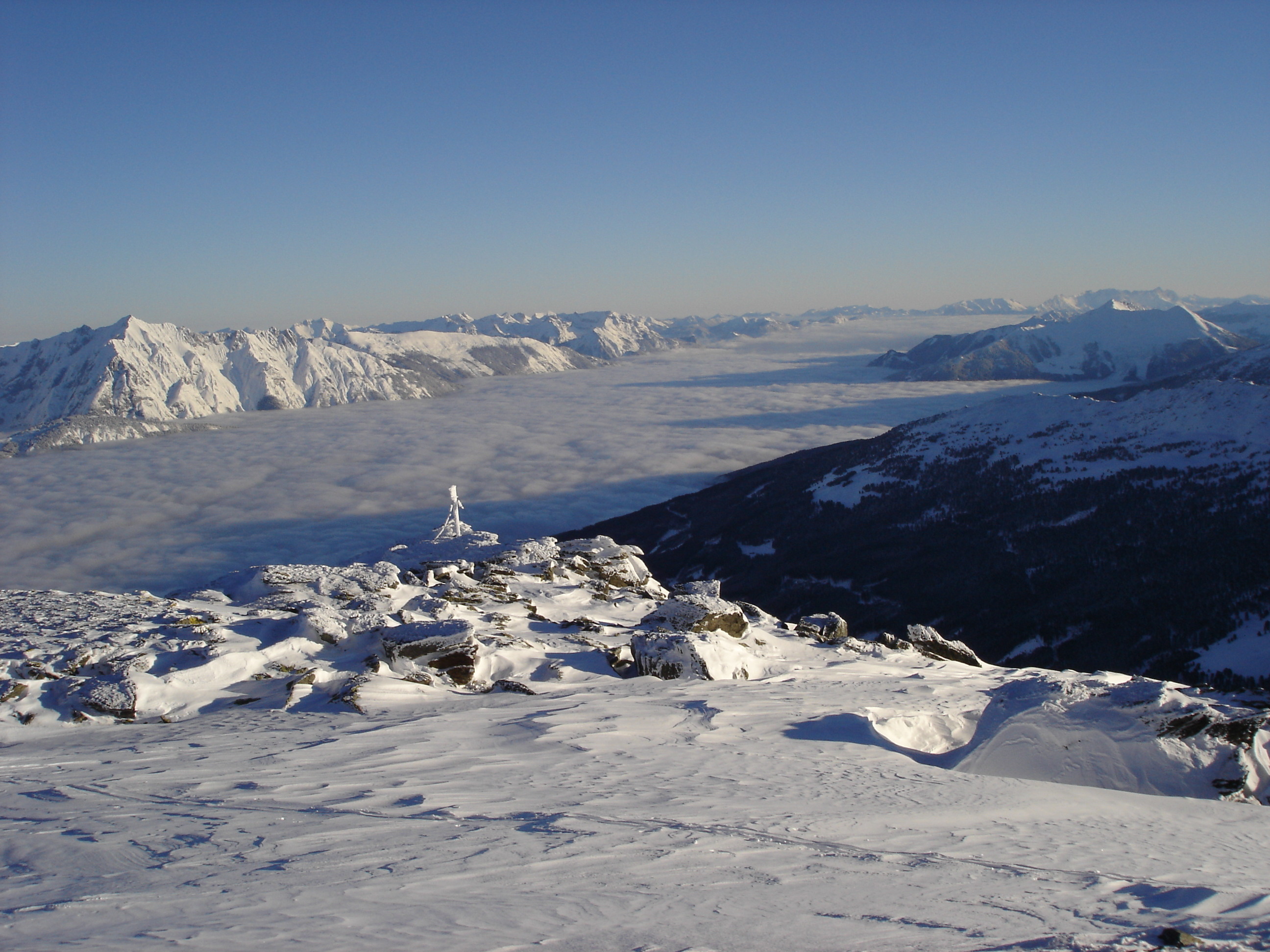
Das wolkenverhangene Unterinntal vom Glungezer gesehen

## Geographie
Das Tiroler Unterinntal ist nicht gleichzusetzen mit dem Tiroler Unterland, sondern bildet nur einen Teil davon; das Unterland umfasst auch sämtliche Nebentäler im Osten Nordtirols. Der Raum um Innsbruck wird gelegentlich separat betrachtet und dann als mittleres Inntal bezeichnet.
Das Unterinntal ist ein breites Trogtal. Die Höhendifferenz entlang des Inns beträgt auf knapp 90 Kilometern nur rund 100 Meter. Die größten Seitentäler sind das Wipptal, das Zillertal und das Brixental, die alle von Süden einmünden.

## Geologie
Bis in die Gegend von Pill trennt das Unterinntal die Nördlichen Kalkalpen von den südlich gelegenen höheren Zentralalpen. Unterhalb schiebt sich zwischen die beiden Gebirgsgruppen eine Grauwackenzone, die nach Osten hin breiter wird. Das Unterinntal wurde wesentlich in den Eiszeiten geformt. Beim Rückzug der Gletscher am Ende der letzten Eiszeit vor ca. 20.000 Jahren wurde das Tal mit einer mächtigen Schotterschicht aufgefüllt. Der Inn schnitt sich allmählich in diese ein und formte das heutige breite Trogtal. Die Reste der ursprünglichen Talsohle bilden die Mittelgebirgsterrassen auf beiden Seiten.
Das Unterinntal ist eine der aktivsten Erdbebenregionen der Ostalpen sowie in ganz Österreich. Der Schwerpunkt der Starkbebentätigkeit befindet sich im Raum Innsbruck – Hall, nahe der Einmündung der Wipptalstörung in die seismische Inntalstörung. In diesem Bereich ereignen sich rund 25 % der Starkbeben von ganz Österreich. Die folgenschwersten Beben wurden in den Jahren 1572, 1670 und 1689 verzeichnet.

## Klima
Das Unterinntal liegt im Übergangsbereich zwischen dem trockeneren inneralpinen Talklima des Oberinntals und dem niederschlagsreicheren Klima des nördlichen Alpenvorlandes. Es weist höhere Niederschläge und eine höhere Bewölkung als das Oberinntal und dessen Seitentäler auf, gelegentlich können auch Nebel- oder Hochnebelbänke vom bayerischen Alpenvorland eindringen. Der Jahresniederschlag beträgt im Mittel der Jahre 1971–2000 in Innsbruck (Flughafen) 883,1 mm, in Jenbach 1177,0 mm, in Kirchbichl 1135,7 mm und in Kufstein 1293,7 mm.
|                        | Jan  | Feb  | Mär  | Apr  | Mai  | Jun   | Jul   | Aug   | Sep  | Okt  | Nov  | Dez  |   |      |
| Mittl. Temperatur (°C) | −1,6 | 0,3  | 4,5  | 8,2  | 13,3 | 15,9  | 17,8  | 17,4  | 13,9 | 9,0  | 2,8  | −0,7 | ⌀ | 8,4  |
| Mittl. Tagesmax. (°C)  | 3,0  | 5,4  | 10,6 | 14,5 | 20,0 | 22,0  | 24,1  | 23,8  | 20,3 | 15,1 | 7,5  | 3,3  | ⌀ | 14,2 |
| Mittl. Tagesmin. (°C)  | −4,7 | −3,3 | 0,2  | 3,4  | 7,9  | 10,9  | 12,7  | 12,7  | 9,5  | 5,2  | −0,1 | −3,5 | ⌀ | 4,3  |
|                        |      |      |      |      |      |       |       |       |      |      |      |      |   |      |
| Niederschlag (mm)      | 76,8 | 61,9 | 76,2 | 80,2 | 95,2 | 136,4 | 167,1 | 147,0 | 96,2 | 70,8 | 85,1 | 84,1 | Σ | 1177 |
|                        |      |      |      |      |      |       |       |       |      |      |      |      |   |      |
| Sonnenstunden (h/d)    | 2,7  | 3,8  | 4,5  | 5,1  | 5,8  | 5,4   | 6,2   | 6,3   | 5,5  | 4,5  | 2,9  | 2,3  | ⌀ | 4,6  |

| −4,7 |

| −3,3 |

| 0,2 |

| 3,4 |

| 7,9 |

| 10,9 |

| 12,7 |

| 12,7 |

| 9,5 |

| 5,2 |

| −0,1 |

| −3,5 |

| −4,7 |

| −3,3 |

| 0,2 |

| 3,4 |

| 7,9 |

| 10,9 |

| 12,7 |

| 12,7 |

| 9,5 |

| 5,2 |

| −0,1 |

| −3,5 |

| N i e d e r s c h l a g | 76,8 | 61,9 | 76,2 | 80,2 | 95,2 | 136,4 | 167,1 | 147,0 | 96,2 | 70,8 | 85,1 | 84,1 |
|                         | Jan  | Feb  | Mär  | Apr  | Mai  | Jun   | Jul   | Aug   | Sep  | Okt  | Nov  | Dez  |

## Geschichte
Die Grenze zwischen Ober- und Unterinntal entlang der Melach ist die alte Grenze zwischen den Landgerichten Sonnenburg und Hörtenberg.
Noch früher lag hier der „pagus inter valles“, der ‚Gau zwischen den Tälern‘ oder  ‚Zwischentalgau‘, der zumindest das (rechtsufrige) Inntal zwischen Alpenvorland und dem Zillertal und möglicherweise auch die Nordosttiroler Täler umfasste. Er wird in der Notitia Arnonis genannt, einem Güterverzeichnis des Salzburger Erzbischofs Arn aus dem Jahre 788.
Kaiser Konrad II. gab das Unterinntal zwischen Melach und Ziller 1027 (hier benannt als „in Valle Eniana“) als Lehen an Bischof Hartwig von Brixen; die Brixner Bischöfe verliehen es um 1165 an die Grafen von Andechs. Mit deren Aussterben ging die Grafschaft Unterinntal 1248 an die Grafen von Tirol.
Der Abschnitt unterhalb des Zillertals kam erst 1504 unter Maximilian I. nach dem Landshuter Erbfolgekrieg zu Tirol.

## Bevölkerung
Im Gegensatz zum Oberinntal ist das Unterinntal recht weitläufig, dicht besiedelt und relativ stark industrialisiert. Im Unterinntal lebt fast die Hälfte der Tiroler Bevölkerung, rund 315.000 Menschen, auf relativ engem Raum. Die größten Gemeinden sind Innsbruck (132.188 Einwohner), Kufstein (20.169), Wörgl (14.487), Hall in Tirol (14.755), Schwaz (14.394) und Rum (9426). Die ursprünglichen Ortskerne liegen meist erhöht am Talrand, auf Schwemmkegeln der Bäche oder auf den Mittelgebirgsterrassen. Inzwischen wird auch der Talboden häufig für Siedlungen und vor allem für Gewerbe genutzt.
Die im westlichen Bereich des Unterinntals gesprochenen südbairischen Dialekte weisen Übergangsmerkmale zu den mittelbairischen auf, wie sie weiter östlich gesprochen werden. Dieser Übergangsbereich verläuft in etwa entlang der alten römische Provinzgrenze zwischen Noricum und Raetia, welche heute noch als Diözesangrenze zwischen dem Erzbistum Salzburg und der Diözese Innsbruck besteht.

## Wirtschaft und Verkehr

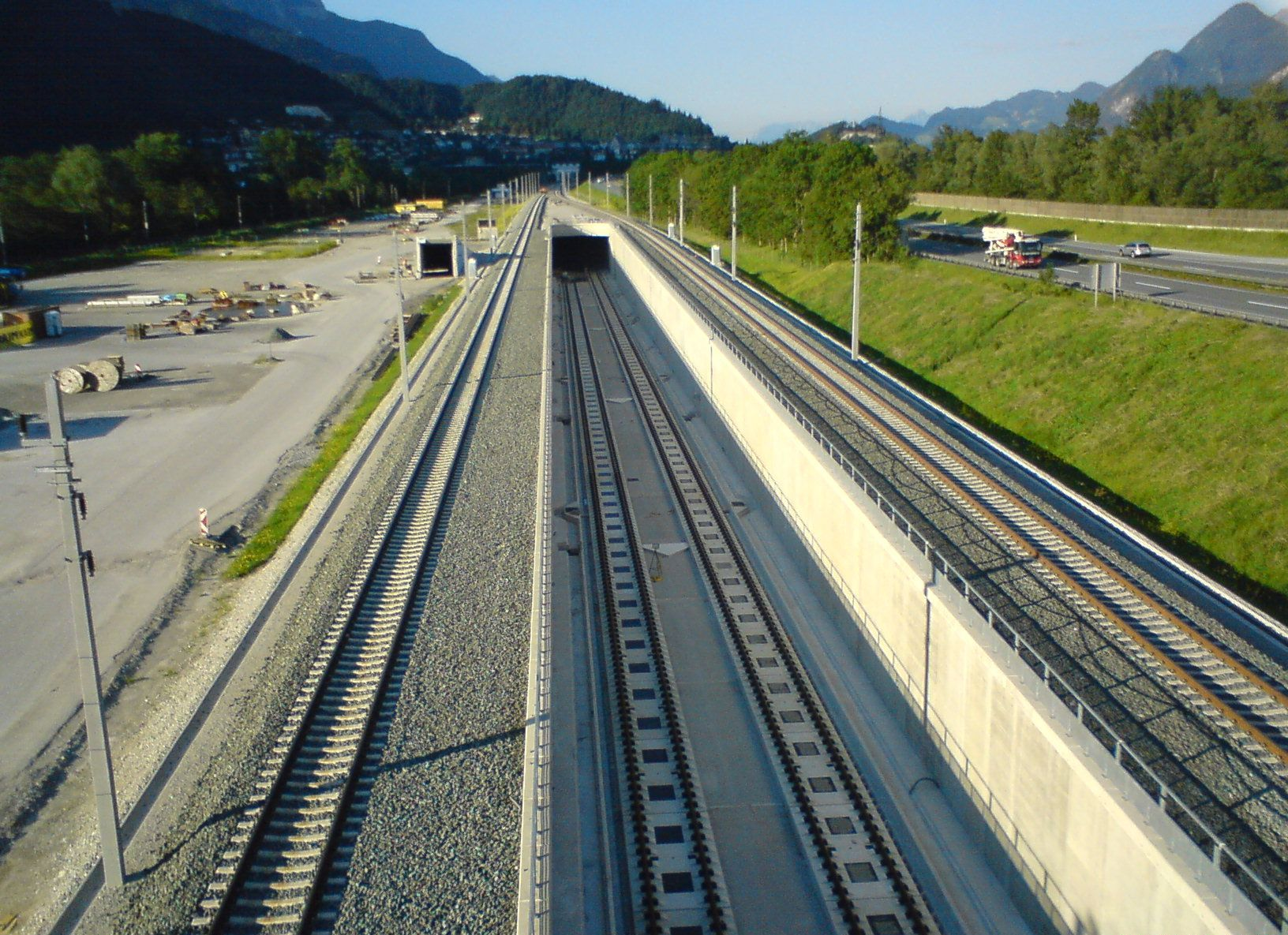
Trasse der neuen Unterinntalbahn mit Inntalautobahn bei Jenbach

Im Unterinntal, insbesondere im Großraum Innsbruck, in Wattens (Swarovski), Jenbach (Jenbacher Werke), Kundl (Sandoz), Wörgl und Kirchbichl befindet sich ein Großteil der bedeutenden Tiroler Industriebetriebe.
Bei Kirchbichl, Langkampfen und Oberaudorf/Ebbs bestehen Innkraftwerke.
Der breite Talboden bietet gute Voraussetzungen für die Landwirtschaft, die häufig im Haupterwerb betrieben wird. Im Raum Innsbruck überwiegt dabei der Gemüseanbau, weiter flussabwärts die Viehwirtschaft. Anders als in den Seitentälern spielt der Tourismus (mit Ausnahme von Innsbruck) nur eine geringe Rolle.
Das Unterinntal ist eine bedeutende Verkehrsachse, auf der sich der innerösterreichische Ost-West-Verkehr Richtung Arlberg und der Nord-Süd-Verkehr von Deutschland über den Brenner nach Italien überlagern. Große Verkehrsadern sind die Unterinntalbahn, die Inntal Autobahn A12 und die Tiroler Straße.
Als Teil der TEN-Achse Nr. 1 Berlin–Palermo und zukünftige Zulaufstrecke zum Brennerbasistunnel wird die Unterinntalbahn viergleisig ausgebaut. Der erste Abschnitt der Neuen Unterinntalbahn wurde 2012 in Betrieb genommen.
Bei Schwaz wurden auf der Inntalautobahn im Jahr 2011 im Schnitt 53.520 Fahrzeuge pro Tag gezählt, davon fast 40 % Lkw- oder Lkw-ähnlicher Verkehr. Der Gesamtverkehr hat sich im Zeitraum 1985 bis 2010 fast verdoppelt. Aufgrund der starken Verkehrsbelastung werden die EU-Grenzwerte für die Luftreinhaltung im Unterinntal oft erheblich überschritten.
Von touristischer Bedeutung ist der Inn-Radweg, ein internationaler Fernradweg.